# Christian Lorenz
Christian "Doktor Flake" Lorenz (Berlim, 16 de novembro de 1966) é um músico alemão, tecladista da banda Rammstein.
Foi adotado pela família Lorenz e cresceu ao lado de outros dois irmãos. O nome "Flake" é um apelido, sendo seu nome real Christian. Aos 15 anos obteve seu primeiro piano. O primeiro trabalho foi num quiosque de imprensa.
Compartilhou sua casa com Paul Landers. A sua profissão é manufatura de máquinas de ferramentas. Seu primeiro grupo era o Feeling B, antes de tocar teclado na banda alemã Rammstein.
Há um livro disponível acerca do Feeling B.